# New Songs from the Briarpatch
New Songs from the Briarpatch är den amerikanske trubaduren Tom Paxtons tolfte studioalbum, utgivet 1977. Albumet är producerat av Tom Paxton och Waynard Solomo och gavs ut på skivbolaget Vanguard Records.

## Låtlista
Samtliga låtar skrivna av Tom Paxton
1. "Did You Hear John Hurt?"
2. "Pandora's Box"
3. "Bring Back the Chair"
4. "Birds on the Table"
5. "Talking Watergate"
6. "There Goes the Mountain"
7. "Cotton-Eye Joe"
8. "You Can Eat Dog Food"
9. "You're So Beautiful"
10. "Mister Blue/White Bones of Allende"
11. "Born on the Fourth of July"